# 팀 맥코이

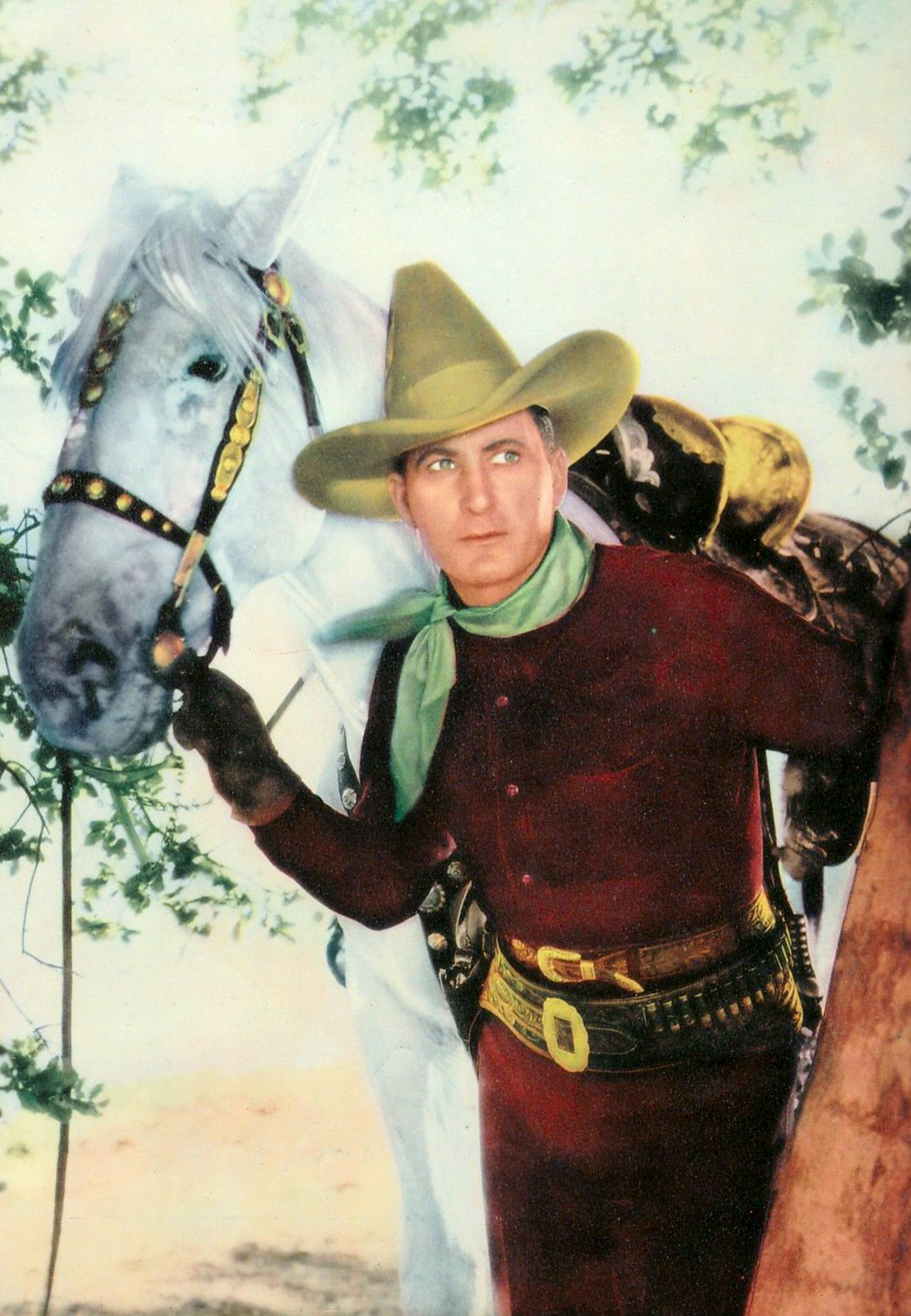

팀 맥코이(Tim McCoy, 1891년 4월 10일 ~ 1978년 1월 29일)는 미국의 배우, 영화배우이다.
새기노에서 태어났다.

## 영화
- 달콤한 복수 (1987년)